# ميتشيكو أوياما
ميتشيكو أوياما (青山 美智子)، من مواليد 9 يونيو 1970، هي كاتبة يابانية. تنحدر من محافظة آيتشي. تخرجت من مدرسة سيتو نيشى الثانوية بمحافظة آيتشي، ثم من قسم علم الاجتماع بكلية العلوم الاجتماعية في جامعة تشوكيو.

## حياته
بدأت ميشيكو أويامـا مسيرتها المهنية بكتابة مقالات لصحيفة أسترالية موجهة للقراء اليابانيين. وبعد ذلك، انتقلت الى التركيز على كتابة رواياتها .
أصبح كتاب مكتبة الأحلام السرية من الكتب الأكثر مبيعًا في اليابان. وقد تم نشره وترجمته في العديد من البلدان الأخرى.

## إقرأ أيضا
- مكتبة الأحلام السرية(رواية)